# 박창근 (가수)
박창근(1972년 11월 5일 ~ )은 대한민국의 가수이다. TV CHOSUN의 오디션 프로그램 내일은 국민가수에 출연하며 최종 우승하였다.

## 학력
- 영신고등학교
- 대구대학교 독어독문학 학사

## 생애
유년 및 성년기의 대부분을 대구에서 보냈다. 10대 시절을 산울림의 음악에 푹 빠져 지내고 대학교 1학년 수업 중에 듣게 된 정태춘의 '아 대한민국'에 깊은 감명을 받아 처음으로 노래를 시작한다. 대구대학교 노래패에 소속되어 활동하다가, 음악보다 의식을 앞세우는 당시 노래패의 분위기에 고민하던 어느 날 홍보 문구에 이끌려 우연히 찾아간 공연장에서 보게 된 김광석에게 큰 영항을 받는다. 이후 대구지역은 물론 영남권 대학가를 중심으로 초청공연 등의 음악 활동을 하였고, 군 제대 후 가수의 길을 걷기로 결심한다.

## 앨범
- 1999년  1집   《Anty Mythos》
- 2005년  가객(歌客) 1집   《아야(哦也)》
- 2006년  2집   《살아가는 모든 이들에게 기회를...》
- 2011년  3집   《무지개 내린 날개의 순간》
- 2013년  EP    《None Grunge(넌 그런지)》
- 2015년  4집   《바람의 기억》
- 2015년  4집 리패키지  《바람의 기억》
- 2016년  《듀엣 앨범》
- 2017년  싱글  《춤추는 공허》
- 2018년  싱글  《흔들리는 봄 5.2》
- 2018년  싱글  《우린 어디로 가는 걸까요?》
- 2019년  싱글  《깊게 더 깊게》
- 2019년  싱글  《나에게》
- 2020년  싱글  《2020 이야기》
- 2022년  싱글  《박창근 BEST 20선》
- 2022년  EP  《Re:born》
- 2022년  디지털 싱글 《어린아이》

## 활동

### TV
- 2021년 TV조선 《내일은 국민가수》
- 2022년 TV조선 《국가수》
- 2022년 TV조선 《스타다큐 마이웨이(283회)》
- 2022년 TV조선 《국가가 부른다》
- 2022년 KBS 1TV 《아침마당(9178회)》 화요초대석
- 2022년 TV조선 《바람의 남자들》
- 2022년 KBS 1TV 《올웨이즈 7000》
- 2022년 KBS 1TV 《가요무대》

### 공연
- 1993년 - 4인조 포크그룹 <우리 여기에>이름으로 첫 공연
- 1998년 - 박창근 첫 솔로 콘서트
- 2001년 - 밴드 가객(歌客) 콘서트
- 2004년 - 박창근 인천 콘서트
- 2007년 - 박창근 전국순회 콘서트 (서울, 대구, 광주, 동해, 광명)
- 2008년 - 박창근과 통 프로젝트 결성 - 광주콘서트, 대구콘서트
- 2009년 - 박창근 밴드 신곡발표 대구콘서트
- 2010년 - 광주 무등산 풍경소리 지구의 날 기념 박창근 콘서트
- 2010년 - 대구대학교 초청 교양프로그램 문화지대 <박창근 콘서트>
- 2011년 - 3집 음반 팔매 기념 콘서트 - 서울 가톨릭회관 콘서트홀
- 2012년 - 박창근 반달 콘서트 <소나기는 그쳤나요?> - 대구 청춘 소극장
- 2012년~2016년 - 김광석의 노래를 소재로 한 뮤지컬 <바람이 불어오는 곳> 주연 및 음악감독[1]
- 2013년 - 박창근 서울 팬미팅 콘서트
- 2016년 - 박창근 5월 콘서트 - 종로 반쥴
- 2016년 - 박창근 8월 대구콘서트
- 2016년 - 박창근 8월 서울콘서트
- 2017년 - 예술인문학 페스티벌 임진모, 박창근의 <밥딜런 콘서트>
- 2018년 - 서울, 인천 송년 콘서트 <그래, 괜찮을 거야>
- 2019년 - 4월 제주콘서트
- 2019년 - 6월 대구콘서트
- 2022년 - 2022 내일은 국민가수 전국투어 콘서트 (일산, 대구, 창원, 전주, 강릉)
- 2019년 - 7월 포항콘서트
- 2019년 - 9월 서울 홍대 어쩌다20주년 콘서트
- 2022년 - 2022 내일은 국민가수 전국투어 콘서트 “탄생! 국가단” (부산, 광주, 서울)
- 2022년 - 7월 내일은 국민가수 콘서트 ［마지막 이야기］ - 서울앵콜, 올림픽공원 SK핸드볼경기장
- 2022년 - 2022 국민가수 박창근 전국투어 콘서트(서울,부산,대구,창원,전주,울산,청주,일산)

1. ↑  이 공연을 통해 김광석의 친형 김광복씨와 연이 닿아 현재까지 관계를 유지하고 있다.